# Тобисима
Тобисима (яп. 飛島村 Тобисима-мура) — село в Японии, находящееся в уезде Ама префектуры Айти. Площадь села составляет 22,53 км², население — 4491 человек (1 июня 2014), плотность населения — 199,33 чел./км².

## Географическое положение
Село расположено на острове Хонсю в префектуре Айти региона Тюбу. С ним граничат города Нагоя, Ятоми и посёлок Каниэ.

## Население
Население села составляет 4491 человек (1 июня 2014), а плотность — 199,33 чел./км². Изменение численности населения с 1980 по 2005 годы:
| 1980 | 4709 чел. |  |
| 1985 | 4719 чел. |  |
| 1990 | 4630 чел. |  |
| 1995 | 4732 чел. |  |
| 2000 | 4525 чел. |  |
| 2005 | 4369 чел. |  |

## Символика
Деревом села считается сакура, цветком — хризантема.